# Шобозеро
Шобозеро — озеро на территории Надвоицкого городского поселения Сегежского района Республики Карелии.

## Общие сведения
Площадь озера — 3,4 км², площадь водосборного бассейна — 130 км². Располагается на высоте 70 метров над уровнем моря.
Форма озера продолговатая: оно вытянуто с северо-запада на юго-восток. Берега каменисто-песчаные, местами заболоченные.
Через озеро протекает река Шоба, впадающая в озеро Шавань, через которое проходит Беломорско-Балтийский канал.
В озере расположено не менее трёх безымянных островов небольшой площади.
Рыбы: сиг, щука, плотва, окунь, лещ, налим, ёрш.
На юго-восточном берегу озера располагается деревня Дуброво, через которую проходит дорога местного значения 86К-310 («Надвоицы — Полга — Валдай — Вожмозеро»).
Код объекта в государственном водном реестре — 02020001311102000007978.